# Opération binaire
Pour les articles homonymes, voir Opération et Binaire.
Les opérations en codage binaire sont traitées à l'article Fonction logique.
En mathématiques, une opération binaire est une opération à deux arguments ou opérandes. 
C'est le cas notamment des lois de composition interne sur un ensemble, telle que l'addition des entiers ou la composition de fonctions. Mais une opération partiellement définie comme la division ou la puissance peut également être considérée comme une opération binaire.
D'autres opérations binaires, telles que le produit cartésien, sont toujours définies mais sur des classes d'objets mathématiques qui ne peuvent se réduire à un ensemble.
Certaines opérations binaires peuvent satisfaire des propriétés classiques comme la commutativité ou l’associativité. Elles peuvent aussi satisfaire des règles par combinaison avec d’autres opérations, des relations d’ordre ou d’autres relations.